# ČEZ Distribuce
ČEZ Distribuce, a. s., je největší distributor elektřiny v České republice, dceřiná společnost energetické firmy ČEZ, a.s. Elektřinu rozvádí na území krajů Plzeňského, Karlovarského, Ústeckého, Středočeského, Libereckého, Královéhradeckého, Pardubického, Olomouckého (kromě okresu Prostějov), Moravskoslezského a částečně v kraji Zlínském (okres Vsetín) a Vysočina (okres Havlíčkův Brod). Obhospodařuje majetek ve výši nad 120 miliard korun.

## Technická data

### Přehled základních technických informací ČEZ Distribuce
| -                                 | Jednotka | 2009      | 2010      | 2011      | 2012      | 2013      | 2014      |
| --------------------------------- | -------- | --------- | --------- | --------- | --------- | --------- | --------- |
| Zásobovaná oblast                 | km2      | 52 697    | 52 697    | 52 001    | 52 001    | 52 001    | 52 001    |
| Počet odběrných míst              | počet    | 3 534 132 | 3 544 605 | 3 556 514 | 3 566 514 | 3 575 188 | 3 589 039 |
| z toho: velkoodběratelé – vvn, vn | počet    | 13 873    | 14 267    | 14 482    | 14 593    | 14 682    | 14 706    |
| maloodběratelé podnikatelé – nn   | počet    | 457 161   | 453 863   | 451 107   | 450 114   | 443 071   | 440 380   |
| maloodběratelé domácnosti – nn    | počet    | 3 063 098 | 3 076 475 | 3 090 925 | 3 101 468 | 3 117 435 | 3 133 953 |
| Maximální zatížení sítě           | MW       | 5 922     | 5 963     | 5 727     | 6 159     | 5 583     | 5 461     |
| Rozvinutá délka vedení            | km       | 154 016   | 157 481   | 158 267   | 159 456   | 160 915   | 162 583   |
| z toho: vvn                       | km       | 9 570     | 9 799     | 9 720     | 9 745     | 9 782     | 9 808     |
| vn                                | km       | 50 098    | 49 697    | 49 908    | 50 217    | 50 483    | 50 579    |
| nn                                | km       | 94 348    | 97 985    | 98 639    | 99 494    | 100 650   | 102 196   |
| Počet transformačních stanic      | počet    | 54 327    | 55 314    | 56 710    | 57 423    | 57 510    | 57 918    |
| z toho: vlastní                   | počet    | 41 754    | 42 206    | 43 332    | 43 956    | 44 547    | 45 076    |
| cizí                              | počet    | 12 573    | 13 108    | 13 378    | 13 467    | 12 963    | 12 842    |

Zdroj: výroční zprávy ČEZ Distribuce 2009–2014.

## Bezpečnost
Společnost získala v roce 2009 osvědčení „Bezpečný podnik“. Program k jeho získání zavádí v podniku systém řízení BOZP a vychází z nejuznávanějších dokumentů v oblasti BOZP v Evropě. V roce 2012, stejně jako v roce 2015, společnost obhájila osvědčení „Bezpečný podnik“, které se uděluje každé tři roky.

## Ochrana životního prostředí

### Odpadové hospodářství
Odpadové hospodářství společnosti ČEZ Distribuce, zahrnuje především systém nakládání s odpady a prevenci v podobě snahy o předcházení a minimalizaci vzniku odpadů.
O funkčnost odpadového hospodářství pečují ekologové společnosti, a to jak metodicky, tak prakticky tam, kde odpady vznikají a dále při jejich skladování, nakládání s nimi, až po jejich zneškodnění, nebo předání autorizované osobě k zneškodnění, nebo dalšímu využití.
Při provozu transformátorů vvn/vn a vn/vn, které jsou nejčastěji umístěny ve venkovním prostředí, může dojít k úniku oleje z důvodu provozní netěsnosti pláště nebo technologické závady zařízení. Aby nemohlo být poškozeno životní prostředí, jsou stanoviště transformátorů zabezpečena záchytnými jímkami.

### Program pro monitorování PCB (polychlorované bifenyly)
ČEZ Distribuce vlastní a provozuje celou řadu zařízení s menším či větším obsahem oleje, ve většině případů transformátorového oleje. Platné právní předpisy ukládají prověřit tato zařízení na přítomnost skupiny nebezpečných chemických látek PCB autorizovanou osobou a vést o těchto kontrolách evidenci. V současné době probíhá v ČEZ Distribuci průběžná kontrola zařízení obsahujících olejové náplně v rámci celostátního programu pro monitorování a dekontaminaci zařízení s obsahem PCB. Společností jsou analyzovány velká množství vzorků olejových náplní, které z těchto zařízení odebírají autorizovaní specialisté. Ve skutečnosti se jedná o tisíce zařízení.

### Ochrana ptactva před úrazem elektrickým proudem
V Česku zahynou po zásahu elektrickým proudem ročně tisíce ptáků. Ještě v roce 2001 bylo v Česku na 750 000 nebezpečných sloupů elektrického vedení. ČEZ Distribuce provozuje síť vedení vn v délce přibližně 50 000 km, kde je zhruba 620 000 sloupů. Ochranné prvky zamezující úrazu ptáků byly instalovány již na několika tisících stožárech vysokého napětí. ČEZ Distribuce investuje do roku 2013 do ochrany ptáků více než 100 milionů korun.

### Ekologické zátěže
ČEZ Distribuce převzala po restrukturalizaci bývalých regionálních rozvodných společností (REAS – SČE a. s., VČE a. s., SME a. s., ZČE a. s. a STE a. s.), i odpovědnost za staré ekologické zátěže (částečně znečistěná podloží provozovaných distribučních technologií).
Na celé řadě příkladů, kdy došlo k odstranění starých ekologických zátěží dekontaminací prostředí u transformoven vysokého a velmi vysokého napětí a navazujících distribučních technologií bez jakékoliv účasti státu, může společnost deklarovat, že jí není tato zděděná problematika lhostejná a že se na postupné normalizaci bezvadného stavu životního prostředí aktivně podílí. Cílem společnosti je odpovídajícím způsobem odstranit veškeré ekologické zátěže z minulých dob a vytvořit tak odpovídající podmínky k ekologicky čistému procesu distribuce elektrické energie.

## Investice a opravy
V roce 2009 společnost distribuovala elektřinu v celkové výši 42,23 TWh. Do obnovy distribuční soustavy bylo investováno 10,5 mld. Kč, což je o 2,3 mld. Kč více než v roce 2008. Investiční činnost byla v roce 2009 zaměřena převážně na stavby vn a nn. Jednalo se zejména o stavby z programu unifikace sítí, o rekonstrukce a obnovu kabelových
a vrchních sítí vysokého a nízkého napětí, o rekonstrukce a výstavbu transformoven vvn/vn a výstavbu distribučních transformačních stanic vn/nn. Ostatní investiční prostředky ve výši 853 mil. Kč byly vynaloženy na činnosti podporující hlavní procesy distribuce, zejména na posílení provozních a řídicích systémů a nákup elektroměrů a přístrojů pro měření kvality elektrické energie. Průměrná cena elektřiny v distribuční oblasti ČEZ v roce 2019 činila 4,56 Kč za kWh., což je mírně pod celorepublikovým průměrem. Nicméně výši ceny distributor neovlivňuje. Rozhodují o ní dodavatelé a také regulátor trhu ERÚ.